# Eliberidens hartmannschroederae
Eliberidens hartmannschroederae är en ringmaskart som beskrevs av Hilbig 1995. Eliberidens hartmannschroederae ingår i släktet Eliberidens och familjen Dorvilleidae. Inga underarter finns listade i Catalogue of Life.